# Síndrome de insensibilidade a andrógenos

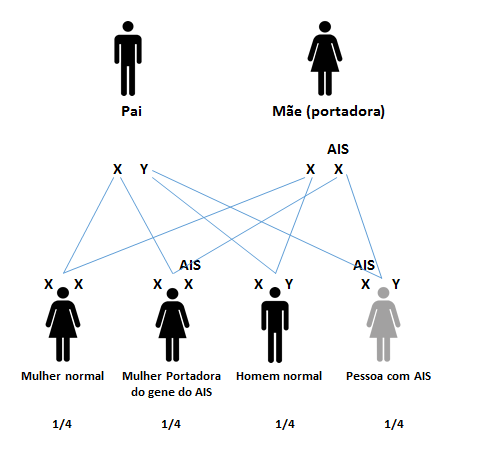
Mãe portadora tem 50% de chance de transmitir o gene anômalo

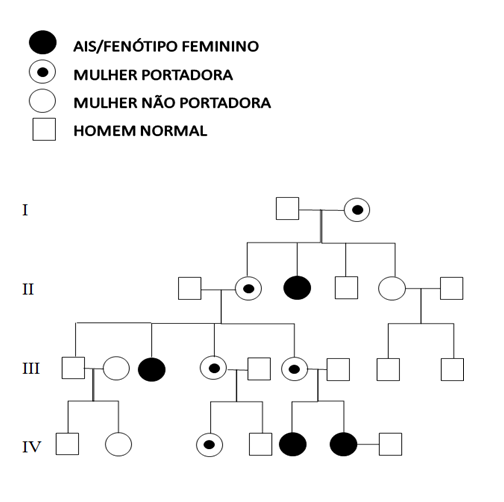
Exemplo de Heredograma: AIS

A Síndrome de Insensibilidade Androgênica (AIS em inglês ou SIA em português), Resistência a Andrógenos, Síndrome de Morris ou Feminização Testicular é uma variação de intersexualidade produzida por uma alteração genética ligada ao cromossomo X, caracterizada pela incapacidade parcial ou total da célula para responder aos andrógenos, hormônios masculinos como a testosterona. Esta falta de resposta da célula prejudica ou impede o desenvolvimento da diferenciação sexual masculina, do pênis no feto, bem como, do desenvolvimento de características sexuais secundárias na puberdade, mas não prejudica o desenvolvimento de características sexuais femininas. Assim, os indivíduos que geneticamente são do sexo masculino XY, por não responderem aos andrógenos terão uma composição genética de um homem, mas se desenvolverão com algumas ou todas as características fenotípicas (físicas) de uma mulher.

## Categorias
A AIS é uma síndrome que apresenta ampla variação fenotípica e atualmente está dividida em três categorias que são diferenciadas pelos fenótipos da genitália: 
- Síndrome de Insensibilidade Androgênica Completa (CAIS em inglês ou SIAC em português): na AIS em sua incidência na forma completa, a genitália externa é semelhante à típica de uma pessoa do sexo feminino ao nascer, porém o genótipo é do sexo masculino XY.

- Síndrome de Insensibilidade Androgênica Parcial (PAIS em inglês ou SIAP em português): na AIS parcial o genótipo é masculino XY, mas a genitália externa é parcialmente masculinizada, produzindo uma gama de fenótipos genitais que variam de mulher quase normal a homem quase normal, com ou sem ginecomastia.

- Síndrome de Insensibilidade Androgênica Moderada (MAIS em inglês ou SIAM em português): a existência da forma moderada de AIS é atualmente classificada como insensibilidade “leve” aos andrógenos e é conhecida como a síndrome do homem infértil. É caracterizada por genitália externa semelhante à típica de uma pessoa do sexo masculino ao nascer. Podendo apresentar outros sinais relativamente "leves" de virilização incompleta durante a puberdade.

## Causas
A síndrome de insensibilidade aos andrógenos (AIS) é uma doença genética recessiva ligada ao cromossomo X, com 50% de chance de passar da mãe portadora do gene para o (a) filho (a). Sendo que pessoas com cariótipo 46, XX serão apenas portadoras, a ocorrência de fatores congênitos afetam apenas pacientes com cariótipo 46,XY, nos quais, há prejuízo total ou parcial do processo de virilização intrauterina em decorrência da alteração funcional de andrógenos. 
A AIS é caracterizada pela incapacidade de reconhecer os andrógenos, podendo ser classificada em sua forma completa (CAIS), parcial (PAIS) ou moderada (MAIS) do processo de virilização intrauterina devido à alteração funcional do receptor de andrógenos (AR).
O receptor de andrógenos (AR), é uma proteína presente nas células de alguns tecidos, que neste caso, não existe ou tem uma estrutura anômala, o que impede que andrógenos como a testosterona, sejam identificados por estes receptores celulares e se convertam em sua forma ativa (di-hidrotestosterona). O resultado é que o organismo não responde ao efeito masculinizante desses hormônios, ou seja, apesar de o testículo os fabricarem, eles se tornam ineficazes. Uma vez que a sensibilidade aos andrógenos é fundamental para a maturação das células espermatogênicas, indivíduos com esta síndrome não concluem a espermatogênese. Com isso, a diferenciação sexual masculina é prejudicada, podendo o feto possuir genótipo masculino, mas se caracterizando por fenótipo feminino. 

## Sintomas

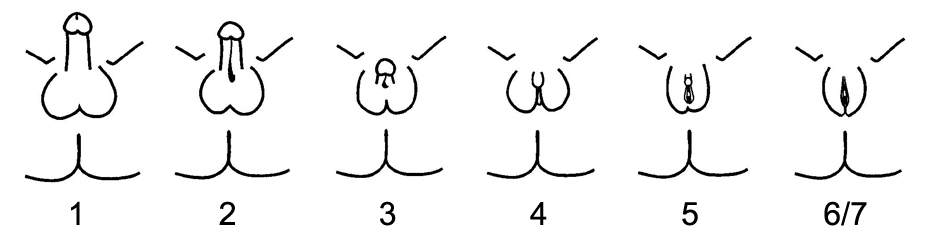
Escala quigley de avaliação da diferenciação genital.

Os sintomas variam dependendo do grau da insensibilidade: 
Por exemplo, uma pessoa que padece da Síndrome de Insensibilidade aos Andrógenos completa CAIS possuí todas as típicas características sexuais femininos, mas sem ovários e útero, e um menor desenvolvimento do pelo corporal. Na puberdade, desenvolvem-se as características femininas secundárias, como os seios, mas não há presença da menstruação nem fertilidade.
Por outra parte, as pessoas com as formas parciais da síndrome PAIS, podem ter genitais ambíguos em diferentes níveis e desenvolver caracteres sexuais mistas, como presença de mamas.
Na sua forma moderada apresenta infertilidade e em alguns casos virilização incompleta.

## Diagnóstico
A CAIS raramente é descoberto durante a infância, a menos que ocorra um crescimento testicular na região abdominal ou inguinal (virilha), podendo também herniar nos grandes lábios, fator que pode levar à descoberta da desordem. Geralmente a maioria das pessoas com esta condição não são diagnosticadas até que não consigam menstruar ou quando têm dificuldades para engravidar. 
Indivíduos com a forma completa de AIS têm excelente feminização na puberdade, com mamas normais ou aumentadas, contornos corporais femininos e ausência de acne, devido à produção de estrógeno pelos testículos. 
Os XY completos (CAIS) podem apresentar:
- Presença da vagina com fundo cego;
- Rarefação de pelos pubianos;
- Testículos em lugares anormais do corpo (como criptorquia);
- Uma ultrassonografia do abdómen mostra a ausência dos órgãos internos femininos (colo, útero, ovários e trompas de Falópio) ou testículos intra-abdominais;
- Um teste genético cariótipo mostra que a pessoa tem os cromossomos XY, indicando o sexo masculino.

A PAIS apresenta genitália ambígua e o grau de diferenciação genital é o que leva aos médicos a estudarem os pacientes.
Os XY parciais (PAIS) podem apresentar:
- Menor masculinização dos genitais (avaliada pela escala Quingley);
- Menor desenvolvimento de pelos;
- Um exame de sangue mostra níveis de testosterona;
- Menor desenvolvimento da musculatura;
- Infertilidade.

Os XY moderados (MAIS) podem apresentar:
- Na maioria dos casos apenas infertilidade;
- em alguns casos virilização incompleta.

## Epidemiologia
A forma completa da síndrome (CAIS) ocorre, segundo o estudo mais acurado de prevalência desta síndrome, em 1:20.400 nascidos do sexo masculino.
Estima-se que a insensibilidade parcial (PAIS), varie entre 1:40.800 e 1: 99.000 indivíduos nascidos vivos, devido à variabilidade da expressão clínica. O fenótipo genital de indivíduos com a forma parcial de AIS é altamente variável.
Não é possível estimar o número de casos leves e moderados (MAIS), a incidência permanece desconhecida, pois só costuma ser descoberta ao se pesquisar casos de infertilidade.

## Tratamento
- Não existe tratamento que permita corrigir a insensibilidade do organismo ao androgênio, mas existem cirurgias e hormônios para feminilizar o organismo. Os tratamentos médicos incluem a terapia com estrogênio para provocar o desenvolvimento completo dos caracteres femininos e ajudar a evitar a osteoporose anos mais tarde.

- A cirurgia de redesignação sexual (definição do sexo) é uma decisão complexa, devendo ser tomada caso a caso, com acompanhamento especializado.

- Quando houver a presença de gônadas (testículo) em locais inadequados, os mesmos devem ser removidos cirurgicamente somente após o indivíduo atingir a puberdade, evitando o risco de desenvolvimento de neoplasias nesses locais.

- Também é recomendado psicoterapia e grupos de apoio para melhorar o bem-estar consigo mesma da paciente.